# Laurent Borne
Laurent Borne est un homme politique français né le 24 août 1769 à Pradelles (Haute-Loire) et mort le 18 décembre 1844 à Brioude (Haute-Loire).

## Biographie
Procureur syndic et administrateur du district puis receveur de l'arrondissement, il est élu député de la Haute-Loire au Conseil des Cinq-cents le 23 vendémiaire an IV. Déchu de son mandat après le coup d’État du 18 fructidor an V, il est sous-préfet de Brioude de 1815 à 1830.

## Sources
- « Laurent Borne », dans Adolphe Robert et Gaston Cougny, Dictionnaire des parlementaires français, Edgar Bourloton, 1889-1891 [détail de l’édition]